# Henry Rogers
Henry Huttleston Rogers (Mattapoisett, 29 gennaio 1840 – New York, 19 maggio 1909) è stato un imprenditore e finanziere statunitense.
Fece la sua fortuna nel business della raffineria dell'olio, diventando un leader alla Standard Oil.

## Biografia

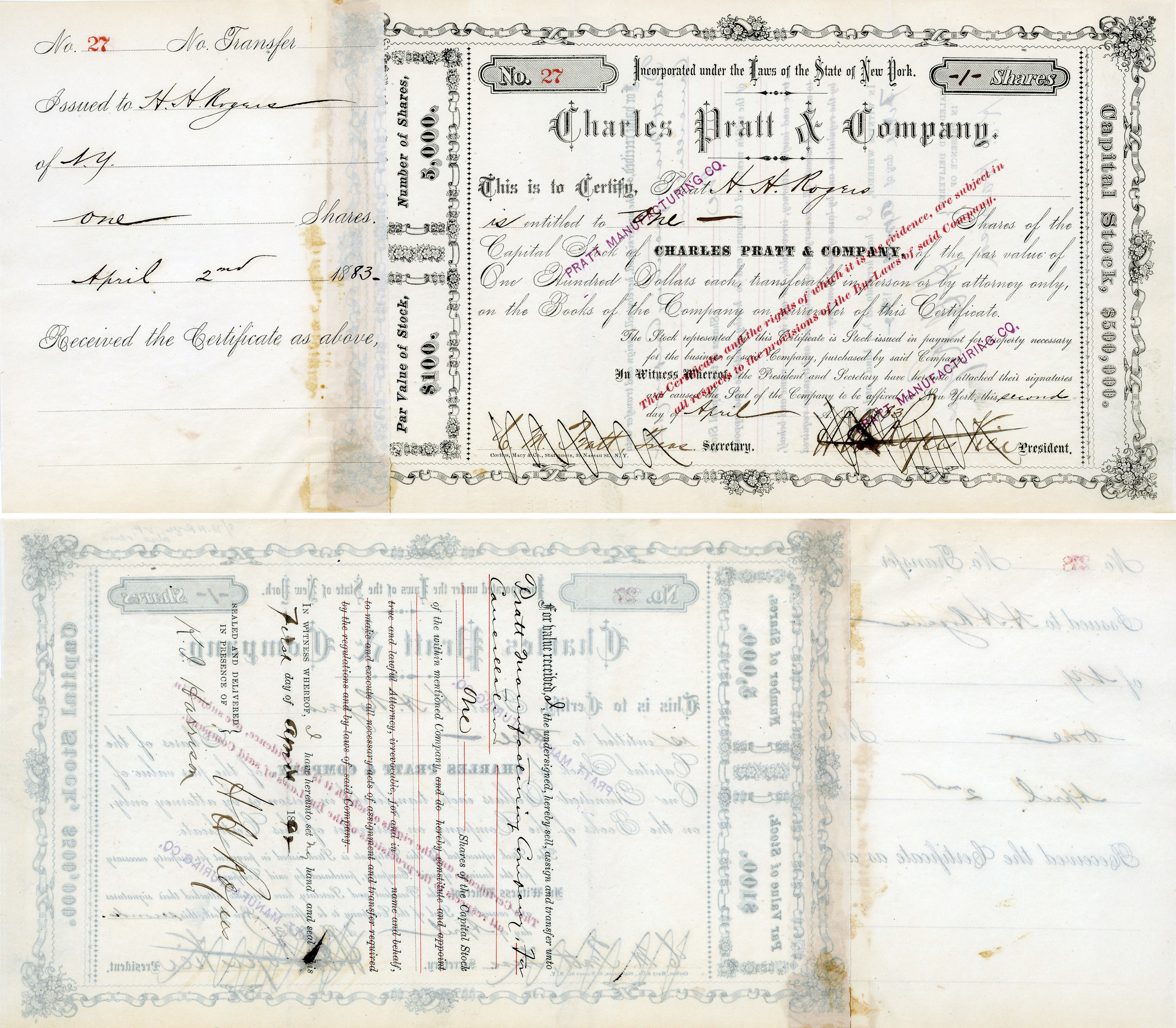
Azione Charles Pratt & Company da 100 dollari, emessa a New York il 2 aprile 1883 a H. H. Rogers e vidimata di suo pugno sul retro

Nato il 29 gennaio 1840 a Mattapoisett da Rowland Rogers, ex capitano di nave, e Mary Eldredge Huttleston Rogers. Entrambi i genitori sono di origini inglesi. Il cognome della madre 'Huttleston' è spesso utilizzato come 'Huddleston' e viene spesso confuso. Pochi anni dopo la nascita di Henry si trasferiscono a Fairhaven.
Ha iniziato a lavorare quando aveva circa 20 anni con un suo amico quando crearono la loro impresa chiamata "Wamsutta Oil Refinery" che nel suo primo anno ha guadagnato circa 30000 $. Nel 1862 si sposa con la sua amica d'infanzia Abbie Gifford Rogers. Da questa relazione nacque Anne Engle nel 1865 e altri cinque figli. Dopo la morte di essa, Henry si risposò nel 1886.
Collabora insieme a Charles Pratt e Rogers diventa responsabile della raffineria di Pratt sita a Brooklyn e denominata "Charles Pratt and Company" che nel 1872 si fonde con la Standard Oil di cui fu un uomo chiave nella società e senior executive.
Negli ultimi anni divenne amico di Mark Twain, che lo spinse a numerose opere di beneficenza, che lo resero anche un noto filantropo.
Al momento della sua morte, il suo capitale era tra i 100 e i 150 milioni di dollari, ponendolo tra i 22 uomini più ricchi del mondo.